# ویلموف (ناحیه خوموتوف)
ویلموف (به چکی: Vilémov) یک منطقهٔ مسکونی در جمهوری چک است که در ناحیه خوموتوو واقع شده‌است. ویلموف ۱۸٫۸۳ کیلومتر مربع مساحت و ۶۰۴ نفر جمعیت دارد و ۲۹۷ متر بالاتر از سطح دریا واقع شده‌است.